# Joop Lankhaar

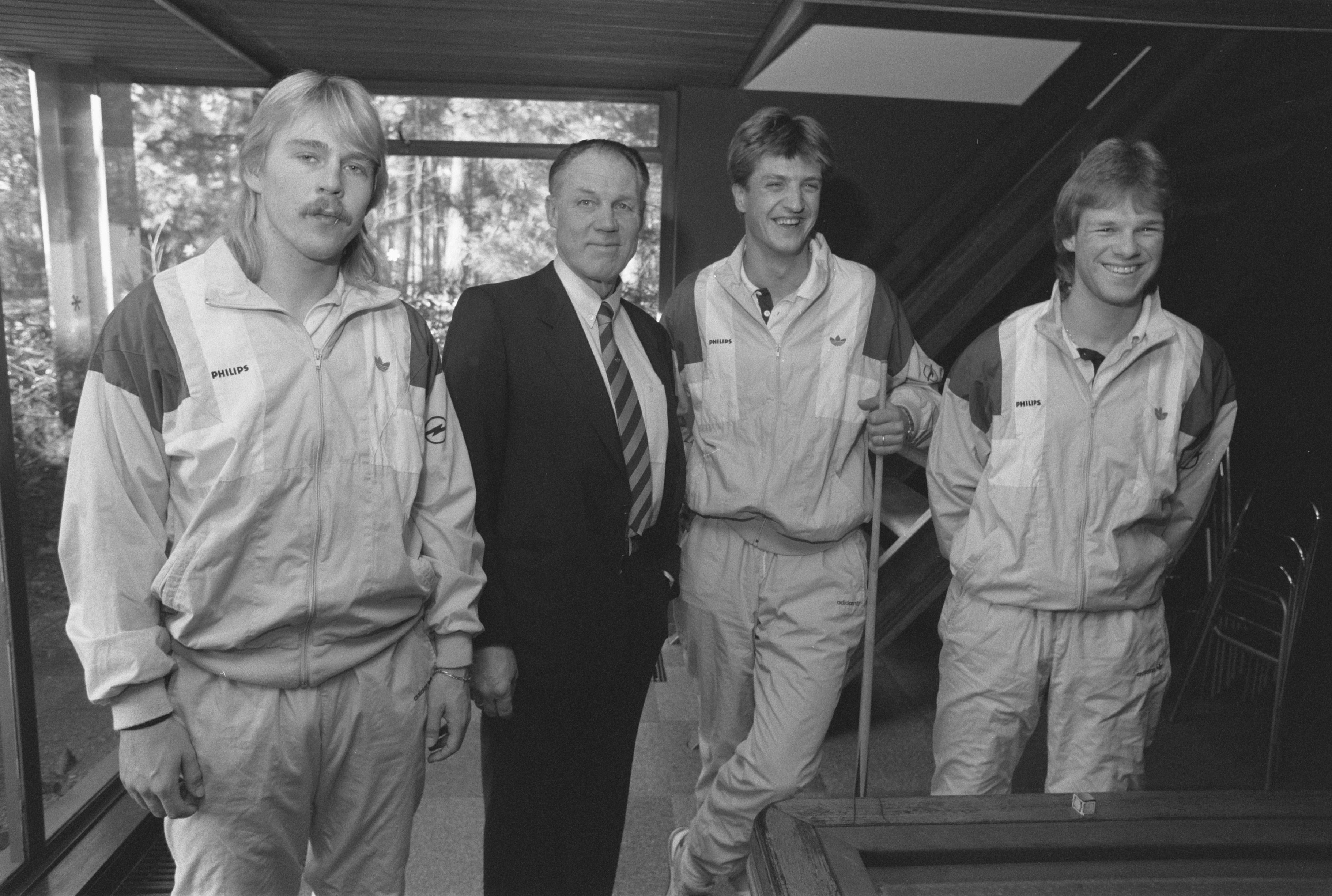
Lankhaar (links) mit der Nationalmannschaft (1987)

Jacob „Joop“ Lankhaar (* 12. September 1966 in Alphen aan den Rijn) ist ein niederländischer ehemaliger Fußballspieler. Er war als Profi in der Eredivisie sowie in der belgischen Ersten Division tätig und machte ein Länderspiel mit der niederländischen Nationalmannschaft.

## Vereinskarriere
Lankhaar begann seine Laufbahn bei den Amateuren der SV ARC in seiner Heimatstadt Alphen. In der Saison 1984/85 machte er seine ersten Spiele als Profi in der Eerste Divisie beim FC Den Haag. Der Vorstopper wurde schnell Stammspieler im Team um Routinier Martin Jol und stieg mit dem FC nach zwei Jahren in die Eredivisie auf. Mit den Haagern erreichte er 1987 das KNVB-Pokalfinale, in dem Ajax Amsterdam erst nach der Verlängerung die Oberhand behielt. Da die Ajaziden im selben Jahr den Europapokal der Pokalsieger gewannen und als Titelverteidiger am nächsten Wettbewerb teilnahmen, qualifizierte sich Den Haag ebenfalls für den Europapokal, in dem Lankhaar alle vier Spiele gegen Újpesti Dózsa und den BSC Young Boys mitmachte. 1988 wechselte er nach Belgien zum KRC Mechelen. Mit den Mechelnern stieg er nach zwei Saisons ab, blieb dem Klub aber weitere drei Spielzeiten in der zweiten Liga treu, ehe er von 1993 bis 1995 beim Lierse SK wieder zwei Jahre erstklassig spielte; in der letzten Saison dort kam er unter Trainer Eric Gerets jedoch nur noch zweimal zum Einsatz. Er ging zurück in die Niederlande zum Zweitligisten Dordrecht’90, bei dem er nach vier Jahren als Führungsspieler 1999 aufgrund von Knieproblemen seine aktive Laufbahn ausklingen ließ. Insgesamt bestritt er 59 Erst- und 142 Zweitligaspiele in den Niederlanden sowie 90 Erstligaspiele in Belgien; in diesen Spielen erzielte er insgesamt sechs Tore.

## Nationalmannschaft
Lankhaar gehörte 1987 beim Wiederholungsspiel gegen Zypern in der EM-Qualifikation am 9. Dezember 1987 erstmals zum Kader von Bondscoach Rinus Michels, kam jedoch erst eine Woche später, am 16. Dezember 1987, beim letzten Gruppenspiel auf Rhodos gegen Griechenland zum Einsatz. Lankhaar musste neben Ronald Koeman und Sjaak Troost auf die ungewohnte rechte Verteidigerposition rücken. Gegen eine griechische B-Elf, die keine Chance auf die Qualifikation mehr hatte, gewannen die Niederländer unter Leitung des deutschen Schiedsrichters Dieter Pauly mit 3:0. Obwohl er ein ansehnliches Spiel machte, blieb es Lankhaars einziges im Oranje-Trikot. Für den Kader des späteren Europameisters zog Michels den erfahreneren Wim Koevermans vor, der allerdings in Deutschland auch nicht zum Einsatz kam. Auch durch seinen Wechsel nach Belgien entschwand Lankhaar danach aus dem Blickfeld der Nationalmannschaft.

## Nach der aktiven Zeit
Lankhaar blieb zunächst als Jugendtrainer beim FC Dordrecht. Ab 2006 wurde er Cheftrainer der Amateure der SV Bodegraven. Im Hauptberuf ist er für ein Straßenbauunternehmen tätig.